# Racha Soula
Racha Soula (sinh ngày 16 tháng 2 năm 1994) là một tay chèo người Tunisia. Cô đã tham gia nội dung mái chèo đơn tại Thế vận hội Mùa hè 2012 và xếp hạng 3 trong Chung kết E và 27 chung cuộc.